# Hemerobius bistrigatus
Hemerobius bistrigatus är en insektsart som beskrevs av Philip J. Currie 1904. Hemerobius bistrigatus ingår i släktet Hemerobius och familjen florsländor. Inga underarter finns listade i Catalogue of Life.